# Salad Fingers
Salad Fingers je surrealisticko-psychologický hororový kreslený seriál, vytvořený britským karikaturistou Davidem "Foyf" Firthem od července 2004, který získal internetovou popularitu v roce 2005. San Francisco Chronicle jej zařadil do "top 10" jevů popkulturních fenoménů. Filmová verze již dobře známého flashového příběhu je k dispozici na webu tvůrce, premiéra se konala v australském Sydney v roce 2007 na Underground filmovém festivalu v divadle Factory.
Mezi lety 2004 a 2019 vzniklo celkem 11 epizod, ta poslední, z ledna 2019, po šestileté pauze.

## Shrnutí
V tomto surrealistickém komiksu hlavní postava Salad Fingers obývá zpustlý, řídce osídlený postapokalyptický svět, kde si libuje v dotýkání se různých textur a povrchů svými "salátovými prsty". Zajímají ho rezavé předměty (hlavně lžíce) a čerpá sílu z pocitu bolesti. Patrně si užívá setkávání s novými lidmi, i když ti nejčastější jsou jeho jen prostá zosobnění (například prstové loutky Hubert Cumberdale, Jeremy Fisher a Marjory Stewart-Baxter), která hlasově zastupuje.
Strašidelná hudba v pozadí je melodie "Beware the Friendly Stranger" od Boards of Canada. Děsivá temná muzika na soundtracku, doprovázejících Saladův strach, je vlastně Davidova kytarová verze pozpátku a zpomaleně. Ostatní hudba zahrnutá v epizodách Salad Fingers zahrnuje práce připisované Brian Eno, Sigur Rós a Aphex Twin.

## Postavy

### Salad Fingers
Hlavní postavou je plešatý, hrbatý humanoid se světle zelenou kůží, bez známek nosu a uší. Jeho nejvýznamnější rys jsou jeho dlouhé, zvláštně tvarované prsty. Byly zdůrazněny v prvním dílu série, kde je zobrazen Salad Fingers vyjadřující potěšení z tření různých objektů, zejména zrezivělé lžíce a konvice. Salad Fingers zřejmě trpí psychózou a není schopen či ochoten rozlišovat mezi živými bytostmi a neživými objekty. Často mluví s různými inertními předměty (především prstové loutky a ve dvou případech lidské tělo).
Obvykle přiřadí takovým předmětům vlastní jména a věří, že mohou komunikovat přímo s ním, někdy vyslovením jejich myšlenky. Žije sám v malé chatrči (obsahující, mimo jiné, troubu, ložnici, bezpečnostní skříňku, rádio, telefon a stůl) s číslem 22 na dveřích. Má talent v hraní na flétnu a mluví francouzsky. Naznačil, že pustý svět, ve kterém žije, je následek "velké války", konfliktu, který je zmíněn několikrát v průběhu epizod.
Salad Fingers má různé návyky jako je pravidelné měření vzdálenosti mezi domem a stromem, ochutnávka nečistot a poslouchání rádia.

## Seznam epizod
1. Spoons (2004)
2. Friends (2004)
3. Nettles (2004)
4. Cage (2004)
5. Picnic (2004)
6. Present (2005)
7. Shore Leave (2006)
8. Cupboard (2007)
9. Letter (2011)
10. Birthday (2013)
11. Glass Brother (2019)